# حفل زفاف الفلاحين
حفل زفاف الفلاحين هي لوحة زيتية رسمها بيتر بروخل الأكبر في عام 1567، اللوحة حالياً ضمن مقتنيات متحف تاريخ الفنون في فيينا.